# ستاشوپوله
ستاشوپوله (به لهستانی:  Stasiopole) یک روستا در لهستان است که در گمینا دانبرووکا واقع شده‌است.